# 2023年世界バドミントン選手権大会のインドネシア代表チーム
2023年世界バドミントン選手権大会のインドネシア代表チーム（Indonesia national badminton team at the World Badminton Championships 2023）は、2023年世界バドミントン選手権大会におけるインドネシアの代表チーム。

## 代表メンバー

### 男子シングルス
- アンソニー・シニスカ・ギンティン (2)
- ジョナタン・クリスティー (5)
- チコ・アウラ・ドゥウィ・ワルドヨ

### 女子シングルス
- グレゴリア・マリスカ・トゥンジュン (8)
- プツリ・クスマ・ワルダニ

### 男子ダブルス
- ファジャル・アルフィアン / ムハマド・リアン・アルディアント (1)
- モハマド・アッサン / ヘンドラ・セティアワン (8)
- レオ・ローリー・カルナンド / ダニエル・マーティン (10)
- ムハマド・ショヒブル・フィクリ / バガス・マウラナ (13)

### 女子ダブルス
- アプリヤニ・ラハユ / シティ・ファディア・シルバ・ラマダンティ (11) 準優勝
- フェブリアナ・ドゥウィプジ・クスマ / アマリア・カハヤ・プラティウィ
- ラニー・トリア・マヤサリ / リブカ・スギアルト

### 混合ダブルス
- レハン・ナウファル・クシャルジャント / リサ・アユ・クスマワティ (13)
- リノフ・リファルディ / ピタ・ハニンテャス・メンタリ
- デジャン・フェルディナンシャー / グロリア・エマニュエル・ウィジャヤ